# Celeste Maloy
Celeste Maloy, född 22 maj 1981 i Cedar City i Utah, är en amerikansk politiker (republikan). Hon är ledamot av USA:s representanthus sedan 2023.
Maloy gick i skola i Pahranagat Valley High School i Lincoln County i Nevada. Hon avlade 2003 kandidatexamen vid Southern Utah University och 2015 juristexamen vid Brigham Young University.
Maloy vann fyllnadsvalet till USA:s representanthus i november 2023 som hölls efter att Chris Stewart hade avgått som representanthusledamot den 15 september 2023.